# ASFA Yennenga
Association Sportive du Faso-Yennenga – burkiński klub piłkarski, grający obecnie w pierwszej lidze burkińskiej, mający siedzibę w mieście Wagadugu, stolicy kraju. Klub został założony w 1947 roku.

## Sukcesy
- Mistrzostwo Burkiny Faso: 11
1973, 1989, 1995, 1999, 2002, 2003, 2004, 2006, 2009, 2010, 2011
- Puchar Burkiny Faso: 3
1991, 1995, 2009
- Burkiński Puchar Liderów: 7
1989, 1990, 1994, 1995, 2000, 2001, 2002
- Superpuchar Burkiny Faso: 1
2002
- UFOA Cup: 1
1999

## Występy w afrykańskich pucharach
- Liga Mistrzów: 5 występów

2000 - 1. runda
2003 - 1. runda
2004 - 2. runda
2005 - 1. runda
2007 - runda wstępna
- Puchar Mistrzów: 3 występy

1973 - 1. runda
1990 - runda wstępna
1996 - 1. runda
- Puchar Konfederacji: 3 występy

1993 - 1. runda
1998 - 1. runda
2002 - 1. runda
- Puchar Zdobywców Pucharów: 2 występy

1991 - ćwierćfinał
1992 - 1. runda